# Вакцинація проти COVID-19 у Швейцарії
Вакцинація проти COVID-19 у Швейцарії — це кампанія масової імунізації населення Швейцарії проти COVID-19 під час пандемії коронавірусної хвороби. Станом на 5 листопада 2021 року в країні було введено 11178041 доз вакцини.

## Передумови

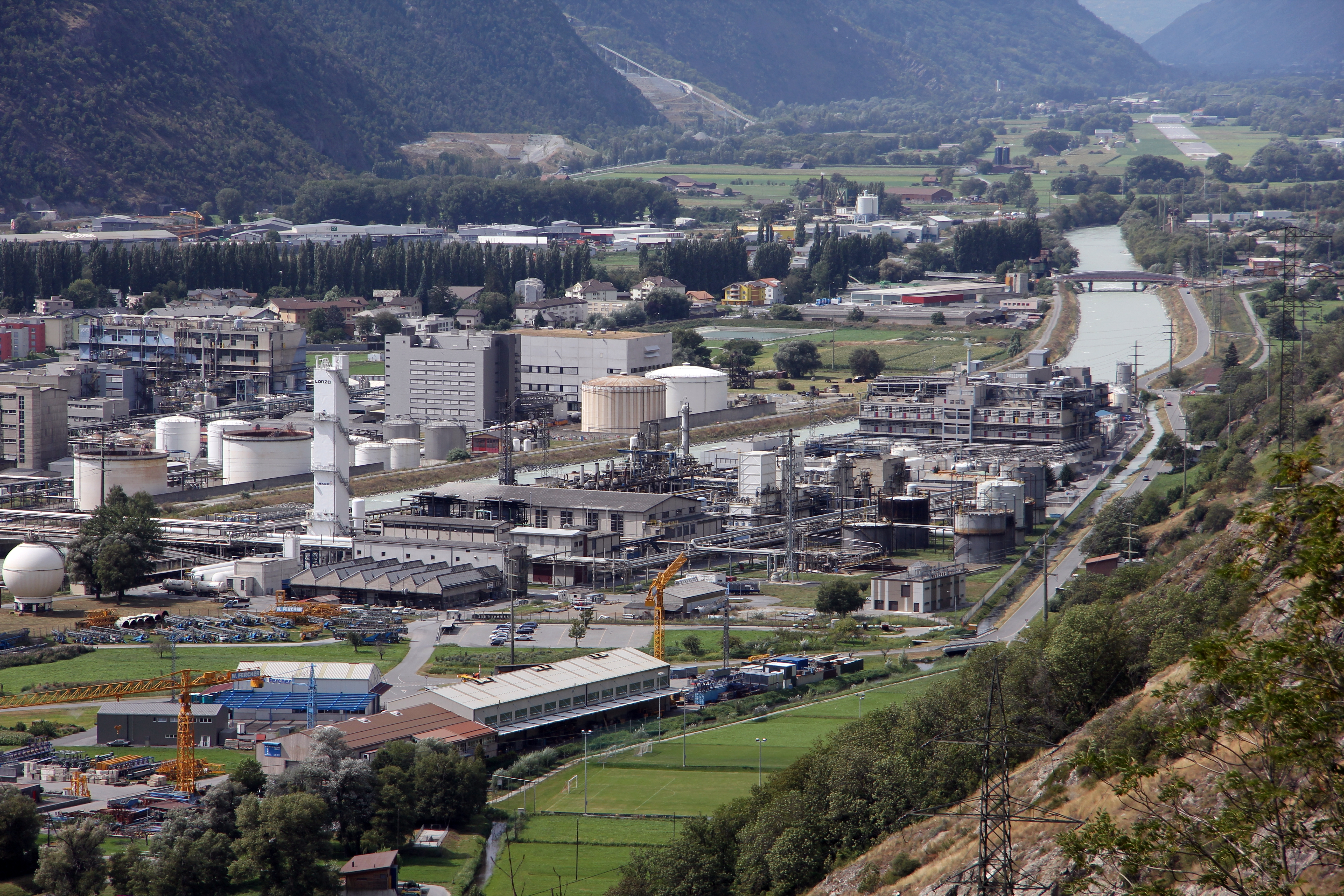
Завод «Lonza Group» у Віспі, де виробляється вакцина «Moderna» проти COVID-19.

19 грудня 2020 року Швейцарське агентство з лікарських засобів («Swissmedic») схвалило вакцину Pfizer–BioNTech проти COVID-19 (Комірнаті) для регулярного використання через 2 місяці після отримання заявки, хоча очікувалося, що воно ухвалить рішення пізніше, ніж інші європейські країни, оскільки закони Швейцарії не дозволяють екстрені схвалення. Після першочергової обробки заявки з використанням усіх доступних ресурсів керівник агентства заявив, що вакцина повністю відповідає вимогам безпеки, ефективності та якості. Це стало першим дозволом, виданим суворим регуляторним органом за стандартною процедурою для будь-якої вакцини проти COVID-19. Через 3 дні армія отримала 107 тисяч доз вакцини для розсилки по кантонах. 23 грудня, через 302 дні після першого офіційного випадку хвороби, перша пацієнтка, 90-річна жінка з Центральної Швейцарії, була вакцинована в будинку для пристарілих у Люцерні. У цей день кантони Люцерн, Цуг, Швіц, Нідвальден і Аппенцелль-Іннерроден розпочали кампанію вакцинації, що ознаменувало початок масової вакцинації в Швейцарії та континентальній Європі за межами Росії. Більшість кантонів розпочали вакцинацію до 4 січня, а решта — до 11 січня 2021 року. До того дня близько 0,5 % населення отримали вакцину Pfizer–BioNTech проти COVID-19.
12 січня 2021 року регуляторне агентство Швейцарії схвалило другу вакцину проти COVID-19 — мРНК-1273 виробництва Moderna. Напередодні завод компанії «Lonza Group», де виробляється вакцина, відвідав федеральний радник Ален Берсе. Там планували виробляти до 800 тисяч доз вакцини на добу. Через рік після першого випадку COVID-19 кількість вакцинованих значно перевищила кількість офіційних випадків хвороби. 7 березня близько 10 % населення отримали принаймні одне щеплення двома схваленими вакцинами (Pfizer і Moderna), а близько 3 % були повністю вакциновані.
Третя вакцина, вакцина Oxford—AstraZeneca (AZD1222), яку замовила швейцарська влада у кількості 5,3 мільйона доз, була відхилена для затвердження швейцарським регуляторним органом SwissMedic, посилаючись на недостатність даних.
У березні 2021 року федеральне міністерство охорони здоров'я Швейцарії повідомило, що поставки схвалених вакцин стабільно зростають щомісяця. Швейцарія отримала 1,1 мільйона доз вакцин Moderna та Pfizer у січні та лютому 2021 року та ще 1 мільйон доз вакцин у березні, що перевищило початкові очікування. Станом на 16 березня 2021 року першою дозою вакцини від коронавірусу було вакциновано 843974 особи. Країна планувала вакцинувати 8,6 мільйона жителів до літа 2021 року.
У квітні 2021 року надходили повідомлення про те, що адміністративний процес та виробництво вакцини на заводі «Lonza Group» у Віспі були ускладнені через надто суворі імміграційні правила в Швейцарії, що зменшило приплив кваліфікованих працівників у сфері біотехнологій та охорони здоров'я, особливо з країн, які не входять до ЄС/держав ЄАВТ. Національна рада кантону Вале закликала федеральну владу Швейцарії створити винятки з чинних імміграційних правил для основних біотехнологічних галузей.

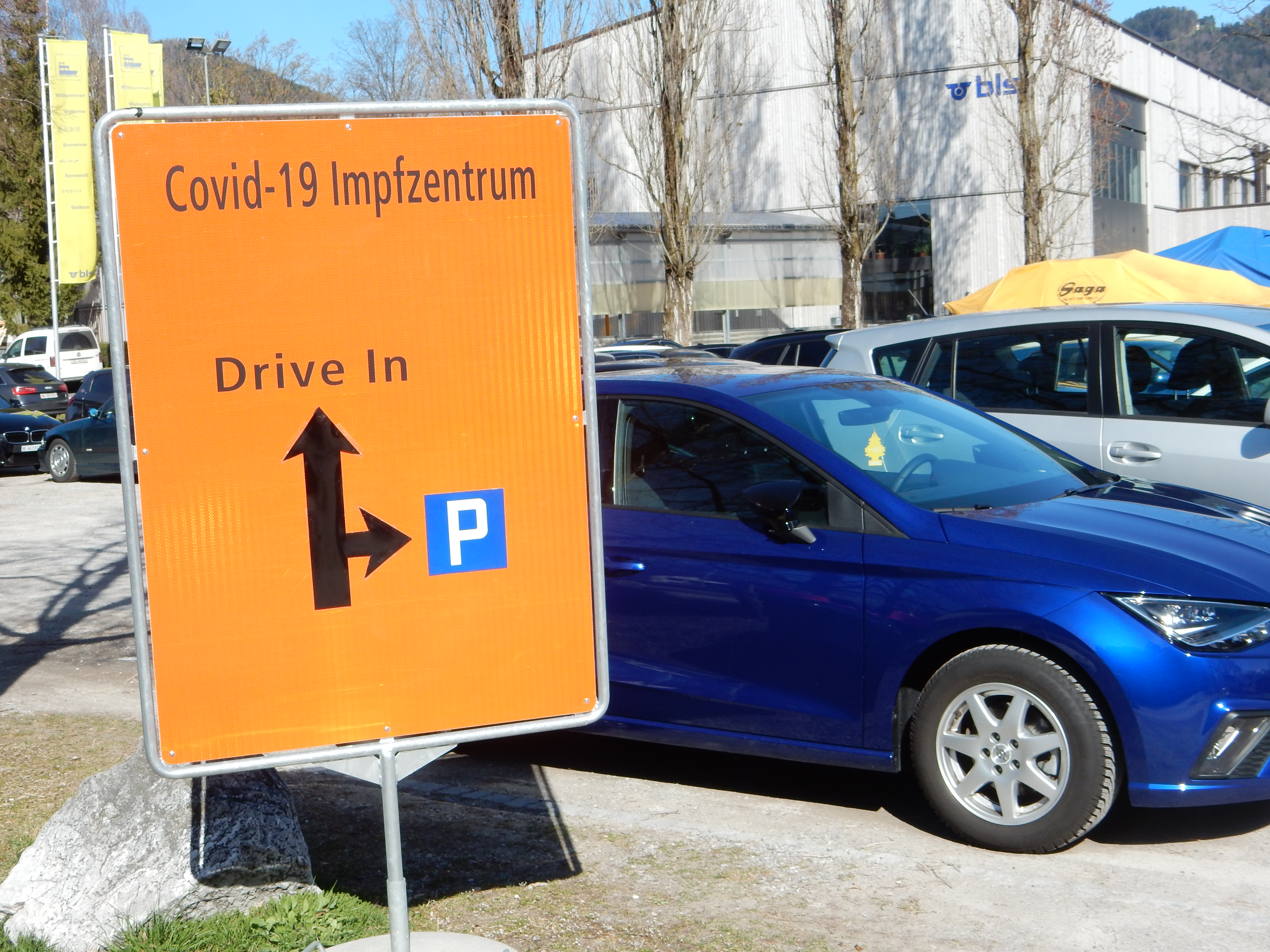
Дорожній знак із вказівкою напрямку до центру вакцинації в Туні (березень 2021)

## Використання вакцин
| Вакцина         | Схвалення       | Застосування |
| --------------- | --------------- | ------------ |
| Pfizer–BioNTech | 19 грудня 2020  | Так          |
| Moderna         | 12 січня 2021   | Так          |
| Janssen         | 22 березня 2021 | Так          |
| Novavax         | В очікуванні    |              |